# Glaurung
Glaurung – fikcyjna postać, smok ze stworzonej przez J.R.R. Tolkiena mitologii Śródziemia. Antagonista powieści Dzieci Hurina, a także fragmentów Silmarillionu i Niedokończonych opowieści.

## Życiorys
Pierwszy ze smoków (Uruloki), nazywany ich Ojcem, jeden z najpotężniejszych smoków Ardy. W 260 r. Pierwszej Ery został wypuszczony z Angbandu, jednak nie osiągał wtedy swoich największych rozmiarów, a Noldorowie zmusili go do ucieczki. W Dagor Bragollach i w Nirnaeth Arnoediad Glaurung, już w pełni sił, przewodził straży przedniej Morgotha i siał spustoszenie na polu bitwy. W Nirnaeth Arnoediad został ciężko raniony przez Azaghâla, władcę Belegostu, którego zabił, lecz musiał uciec z pola bitwy.
W późniejszych latach stał się sprawcą nieszczęść dzieci Hurina. W tymże czasie poprowadził siły Morgotha do zwycięskiego szturmu na Nargothrond i tam natknął się po raz pierwszy na Túrina. Zamieszkał w zrujnowanych salach Finroda, lecz poszukując Túrina został przez niego zabity mieczem Gurthangiem.

## Zdolności
Jak wszystkie Uruloki nie umiał latać, lecz potrafił ziać ogniem. Jego wzrok pozwalał mu wpływać na umysł osoby, która spojrzała mu w oczy – w ten sposób sparaliżował Turina i spowodował u niego częściową amnezję, by potem przywrócić mu pamięć, powodując jego samobójstwo.

## Odbiór postaci
Jego imieniem nazwano rodzaj wymarłych gadów należących do kladu Neodiapsida, którego jedynym znanym przedstawicielem jest Glaurung schneideri.